# Taiya River
Der Taiya River ist ein Fluss im Südosten des US-Bundesstaats Alaska. 

## Verlauf
Er fließt von der Grenze zum kanadischen British Columbia in das Taiya Inlet der Inside Passage. 

## Flusslauf
Trotz seiner nur 30 Kilometer Länge fließt der Taiya durch mehrere Ökosysteme. Der Taiya River entspringt auf einer Höhe von 1200 m. Er durchquert von alpiner Tundra an seiner Quelle bis zu gemäßigtem Regenwald an der Mündung eine große Spannbreite an unterschiedlicher Flora und Fauna. Das schmale Tal des Taiya mit seinen steilen Flanken wurde durch Gletscher geformt. Der Fluss selbst wird von mehreren kleinen Gletschern gespeist.

## Hydrologie
5 km oberhalb der Mündung an einer Straßenbrücke über den Taiya River befindet sich der Abflusspegel 15056210
(⊙). Der gemessene mittlere Abfluss beträgt 35 m³/s. Die höchsten mittleren monatlichen Abflüsse treten im Sommer während der Schneeschmelze von Juni bis September auf.

## Name
Der Name Taiya wurde aus der Sprache der Tlingit in den allgemeinen Sprachgebrauch übernommen. Bedeutung erlangte der Fluss Ende des 19. Jahrhunderts durch die an seiner Mündung gelegene Stadt Dyea, die während des Goldrauschs am Klondike River für die Goldsucher Startpunkt für den Weg über den Chilkoot Pass war. Der im Winter zugefrorene Fluss erleichterte den Transport der Ausrüstung, besonders durch den Canyon zwischen Canyon City und Pleasant Camp, wesentlich.

## Freizeit
Heute ist der Taiya Teil des Klondike Gold Rush National Historical Parks und wird für von Skagway aus organisierte Rafting-Touren genutzt. Die Wanderfisch-Population macht den Fluss zu einem beliebten Ziel für Angler.